# Doctrine Greenspan
La doctrine Greenspan est un ensemble de doctrines économiques proposées par Alan Greenspan. La plus connue des doctrines Greenspan est celle selon laquelle la banque centrale doit laisser les marchés financiers s'autoréguler.

## Concept

### Doctrine Greenspan et inutilité de lutte contre les bulles économiques
La doctrine Greenspan dispose que la banque centrale doit s'occuper des fondamentaux de l'économie et non des évènements contingents tels que les bulles économiques. Cette doctrine est en faveur du laisser-faire. L'argumentation derrière cette doctrine est que la banque centrale ne peut pas identifier correctement et à temps, ni gérer, ni remédier à une bulle économique,.
Au sein de la Réserve fédérale, Alan Greenspan avait en effet affirmé qu'il était difficile de discerner si une augmentation du prix des actifs était justifiée du point de vue des fondamentaux de l'économie ou si ce n'était que le résultat de spéculation. Dans le cas où la banque centrale réussissait à identifier une bulle, alors cela signifierait que les autres agents économiques auraient également accès à cette information, et que donc ils corrigeraient par eux-mêmes cette bulle. Il avait aussi soutenu qu'une fois la bulle identifiée, il était difficile pour la banque centrale de réduire la taille de la bulle sans la faire éclater.

### Doctrine Greenspan et inutilité de la régulation des banques
L'autre doctrine Greenspan consiste en l'idée selon laquelle la politique microprudentielle et la politique macroprudentielle, qui visent à vérifier la solidité des banques, est inutile. Les banques ayant leur intérêt propre en tête et en visée, s'autorégulent systématiquement, et donc la banque centrale ne doit pas intervenir, au risque de troubler leur équilibre.

## Postérité
La doctrine Greenspan, fondée sur des postulats néoclassiques, a été adoptée par plusieurs hommes et femmes politiques dans les années qui ont suivi son édiction, dont Gordon Brown. Elle est parfois appelée « doctrine de Greenspan-Bernanke » car Ben Bernanke a soutenu des positions similaires dans les années suivantes.
La doctrine a toutefois été abandonnée par Alan Greenspan lui-même à la tête de la Réserve fédérale, au profit du Greenspan put. Le Greenspan put a parfois été appelé « doctrine Greenspan » par confusion.